# Carl Michael Belcredi
Carl Michael Belcredi (* 3. Juni 1939 in Brünn, Protektorat Böhmen und Mähren, heute Tschechien) ist ein ehemaliger österreichischer Journalist und Reporter. Er wurde durch das Fernsehen landesweit bekannt, insbesondere als langjähriger Wettermoderator des ORF.

## Leben
Carl Michael Belcredi ist Mitglied des ehemaligen Grafengeschlechts Belcredi. Er ist ein Urenkel von Richard Belcredi, 1865–1867 österreichischer Ministerpräsident. Nach der Machtübernahme durch die Kommunisten flüchtete seine Familie von Mähren nach Vorarlberg. Er besuchte das Jesuitengymnasium Stella Matutina in Vorarlberg. Seit dem 18. Lebensjahr lebt Belcredi in Wien. Nachdem er das Studium der Zeitungswissenschaft abgebrochen hatte, begann er beruflich 1960 in Wien als Reporter bei der vom späteren ORF-Generalintendanten Gerd Bacher geleiteten Tageszeitung Express sowie kurz auch in der Österreich-Redaktion der deutschen Illustrierten Stern zu arbeiten. Parallel dazu absolvierte er mehr als 10.000 Flugstunden als Berufspilot.
1967 wechselte er zum ORF und arbeitete dort zunächst als Chronikmitarbeiter, dann als erster Kriegsberichterstatter. 1973 war er Mitbegründer und Moderator der vom Landesstudio Wien des ORF produzierten TV-Sendung Wir.
1980/81 bereitete er mit Leopold Kletter die erste selbstständige Wetterredaktion im deutschen Sprachraum vor, die seit 1982 täglich journalistisch aufbereitete Wetterberichte für das erste und das zweite TV-Programm des ORF erstellt. Belcredi leitete das ORF Wetter, das anfangs neben ihm und Kletter auch von Johannes Czernin moderiert wurde und in das später weitere Moderatoren wie Isabella Krassnitzer, seine Nachfolgerin als Ressortleiter, dazu kamen, bis 1999. Durch seine fast tägliche Bildschirmpräsenz sowohl als Wettermoderator als auch als Präsentator der 1979 gestarteten werknachmittäglichen Konsumenten- und Lebenshilfeberatungssendung Wir (Vorläufer des Magazinblocks Willkommen Österreich) wurde er landesweit bekannt und beliebt.
Belcredi trat am 30. Juni 1999 zum letzten Mal als Wettermoderator auf.
Er wohnte mit seiner 2012 im Alter von 70 Jahren verstorbenen Frau, Claudia, geb. Bujas, in Wien in einem mit ihr restaurierten, mehrstöckigen Althaus. Zu seinen Hobbys gehören Kunstflug, Ballonfahren, Golf, Eishockey und Rundtanzen am Eis.

## Schriften
- Jaro Wolkenkratzer. Biografie. ibera, Wien 2010, ISBN 978-3-85052-282-3.